# Brun skärelav
Brun skärelav (Lecanactis umbrina) är en lavart som beskrevs av Coppins & P. James. Lecanactis umbrina ingår i släktet Lecanactis och familjen Roccellaceae.   Inga underarter finns listade i Catalogue of Life.
I den svenska databasen Dyntaxa används istället namnet Schismatomma umbrinum för samma taxon.  Arten är reproducerande i Sverige.